# Polizei (Slowenien)
Die Polizei Sloweniens (slowenisch Policija), auch Slowenische Polizei, ist die nationale Strafverfolgungs- und Ermittlungsbehörde (Exekutive) der Republik Slowenien, die dem Ministerium des Inneren (Judikative) direkt unterstellt ist. Sie ist untergliedert in acht Polizeidirektionen. Dies sind Celje, Koper, Kranj, Ljubljana, Maribor, Murska Sobota, Nova Gorica und Novo Mesto.
Die slowenische Polizei unterhält internationale Partnerschaftsbeziehungen zu ausländischen Polizeikräften, wie beispielsweise zum U. S. Federal Bureau of Investigation (FBI); ist aber auch involviert in Albanien und dem Kosovo, wo sie im Multinationalen Polizei Berater Team mitarbeitet.
Sie ist Mitglied der OSCE mit Wirkung vom 24. März 1992.

## Organisation
Die Slowenischen Polizeikräfte operieren unter Führung des Ministeriums des Inneren auf drei verschiedenen Ebenen: „Lokal, Regional und Landesweit“, wobei sich das Hauptquartier in Ljubljana befindet. Slowenien ist in acht sogenannte Polizeidirektorate untergliedert, die wiederum über 111 Polizeistationen verfügen und insgesamt unter dem Kommando des Generaldirektors der Polizei stehen. Neben den regulären Polizeikräften verfügt Slowenien zusätzlich über eine Polizeiformation namens „Specialna Enota Policije (SEP)“, eine dem deutschen SEK vergleichbare taktische Polizeiformation.

## Aufgaben
Gemäß Polizeigesetz der Republik Slowenien, Artikel vier, umfasst die Zuständigkeit der Polizei die nachstehenden Aufgaben:
1. Schutz des Lebens, der persönlichen Sicherheit und des Eigentums der Bürgerinnen und Bürger;
2. Prävention, Aufdeckung, Untersuchung / Verfolgung von Straftaten, Identifikation und Festnahme straffälliger oder gesuchter Personen sowie deren Überstellung an die zuständigen Justizorgane oder Behörden, Erhebung und Sicherung von Beweismitteln, Untersuchung der Motive und Umstände im Zusammenhang von Straftaten und Fehlverhalten;
3. Schutz der öffentlichen Ordnung;
4. Kontrolle und Regelung des Straßenverkehrs sowie dessen Einhaltung im öffentlichen Raum sowie auf Straßen, die für öffentliche Nutzung verfügbar sind;
5. Kontrolle und Schutz der Staatsgrenzen;
6. Kontrolle der Einhaltung der für Bürger anderer Staaten erlassenen Bestimmungen;
7. Schutz festgelegter Organisationen, Einrichtungen und Bereiche;
8. Personenschutz im festgelegten Umfang für Amtsträger in Politik und Gesellschaft;
9. Schutz bei Naturkatastrophen, unvorhersehbaren Ereignissen und sonstigen Krisensituationen;
10. Erfüllung sonstiger Aufgaben, die in diesem und weiteren Gesetzen und Regelungen verfügt sind.

## Kennzeichnungspflicht
Siehe auch
Nach dem Polizeirecht besteht eine Kennzeichnungspflicht für Polizeibeamte. Die Beamten können hier wählen, ob sie dieser Verpflichtung in Form eines Namensetiketts oder einer Identifikationsnummer nachkommen. In einem Spezialgesetz ist geregelt, unter welchen Umständen die Polizeibeamten von der Kennzeichnungspflicht befreit sind. Es liegen keine Informationen vor, ob die Kennzeichnungspflicht zu einem Anstieg unberechtigter Anschuldigungen gegen Polizeibeamte oder gar zu persönlichen Übergriffen auf diese geführt hat.

## Dienstgrade und Rangabzeichen

### Mannschaften und Unterführer
|      | Polizeianwärter       | Hilfspolizist      | Polizist IV | Polizist III | Polizist II | Polizist I |
|      | Kandidat za policista | Pomožnik policista | Policist IV | Policist III | Policist II | Policist I |
|      |                       |                    |             |              |             |            |
| NATO | OR-1                  | OR-2               | OR-5        | OR-6         | OR-7        | OR-8       |

### Offiziere
|      | Polizeiinspektor IV     | Polizeiinspektor III     | Polizeiinspektor II     | Polizeiinspektor I     | Polizei-Superintendent IV | Polizei-Superintendent III | Polizei-Superintendent II | Polizei-Superintendent I | Stellvertretender Generaldirektor der Polizei | Generaldirektor der Polizei |
|      | Policijski inšpektor IV | Policijski inšpektor III | Policijski inšpektor II | Policijski inšpektor I | Policijski svetnik IV     | Policijski svetnik III     | Policijski svetnik II     | Policijski svetnik I     | Namestnik generalnega direktorja policije     | Generalni direktor policije |
|      |                         |                          |                         |                        |                           |                            |                           |                          |                                               |                             |
| NATO | OF-1c                   | OF-1b                    | OF-1a                   | OF-2                   | OF-3                      | OF-4                       | OF-5b                     | OF-5a                    | OF-6                                          | OF-7                        |